# Kategoria e Dytë 2010-11
A Kategoria e Dytë 2010-11 é a terceira divisão do futebol albanês na temporada 2010-11, tendo início em 19 de Setembro de 2010.

## Grupo A

### Equipes
| Time               | Localização | Estádio                            | Capacidade |
| ------------------ | ----------- | ---------------------------------- | ---------- |
| Egnatia Rrogozhinë | Rrogozhinë  | Stadium KF Egnatia                 | 4.000      |
| Erzeni Shijak      | Shijak      | Stadiumi Tofik Jashari             | 4.000      |
| Fier               | Fier        | Stadiumi Çlirimi                   | 1.000      |
| Iliria Fushë-Krujë | Fushë-Krujë | Stadiumi Fushë-Krujë               | 3.000      |
| Korabi Peshkopi    | Peshkopi    | Stadiumi Korabi                    | 3.000      |
| Kukësi             | Kukës       | Stadiumi Zeqir Ymeri               | 1.000      |
| Luzi 2008          | Luz i Vogël | Stadiumi Luz i Vogël 2008          | 600        |
| Naftëtari Kuçovë   | Kuçovë      | Stadiumi Bashkim Sulejmani         | 5.000      |
| Olimpiku Tiranë    | Tiranë      | Kompleksi Sportiv i Klubit Olimpik | 1.000      |
| Rubiku             | Rubik       | Stadiumi i Rubikut                 | 1.000      |
| Skrapari           | Çorovodë    | Fusha Sportive Skrapar             | 1.500      |
| Sukthi             | Sukthi i Ri | Stadiumi Sukthi i Ri               | 1.000      |
| Turbina Cërrik     | Cërrik      | Stadiumi Nexhip Trungu             | 6.600      |
| Veleçiku Koplik    | Kopliku     | Stadiumi Impianti Vellezërit Duli  | 2.000      |

### Tabela do Campeonato
| Tabela de classificação | Tabela de classificação | Tabela de classificação | Tabela de classificação | Tabela de classificação | Tabela de classificação | Tabela de classificação | Tabela de classificação | Tabela de classificação | Tabela de classificação | Tabela de classificação | Tabela de classificação |
| Time | Time                    | PG                      | J                       | V                       | E                       | D                       | GP                      | GC                      | SG                      |                         |                         |
| --- | ----------------------- | ----------------------- | ----------------------- | ----------------------- | ----------------------- | ----------------------- | ----------------------- | ----------------------- | ----------------------- | ----------------------- | ----------------------- |
| 1 | Iliria Fushë-Krujë      | 25                      | 11                      | 8                       | 1                       | 2                       | 17                      | 8                       | +9                      |                         |                         |
| 2 | Skrapari                | 24                      | 12                      | 7                       | 3                       | 2                       | 21                      | 10                      | +11                     |                         |                         |
| 3 | Veleçiku Koplik         | 23                      | 12                      | 7                       | 2                       | 3                       | 22                      | 3                       | +19                     |                         |                         |
| 4 | Kukësi                  | 23                      | 12                      | 6                       | 5                       | 1                       | 22                      | 8                       | +14                     |                         |                         |
| 5 | Sukthi                  | 20                      | 12                      | 5                       | 5                       | 2                       | 22                      | 12                      | +10                     |                         |                         |
| 6 | Naftëtari Kuçovë        | 20                      | 12                      | 6                       | 2                       | 4                       | 18                      | 9                       | +9                      |                         |                         |
| 7 | Erzeni Shijak           | 18                      | 12                      | 4                       | 6                       | 2                       | 12                      | 6                       | +6                      |                         |                         |
| 8 | Luzi 2008               | 18                      | 12                      | 5                       | 3                       | 4                       | 12                      | 12                      | 0                       |                         |                         |
| 9 | Egnatia Rrogozhinë      | 15                      | 12                      | 4                       | 3                       | 5                       | 12                      | 12                      | 0                       |                         |                         |
| 10 | Rubiku                  | 15                      | 11                      | 4                       |                         | 4                       | 14                      | 15                      | -1                      |                         |                         |
| 11 | Korabi Peshkopi         | 14                      | 12                      | 4                       | 2                       | 6                       | 7                       | 13                      | -6                      |                         |                         |
| 12 | Olimpiku Tiranë         | 7                       | 12                      | 2                       | 1                       | 9                       | 7                       | 22                      | -15                     |                         |                         |
| 13 | Fieri                   | 6                       | 12                      | 2                       | 0                       | 10                      | 8                       | 39                      | -31                     |                         |                         |
| 14 | Turbina Cërrik          | 3                       | 12                      | 1                       | 0                       | 11                      | 2                       | 27                      | -25                     |                         |                         |
| PG – pontos ganhos; J – jogos disputados; V - vitórias; E - empates; D - derrotas; GP – gols pró; GC – gols contra; SG – saldo de gols; |                         |                         |                         |                         |                         |                         |                         |                         |                         |                         |                         |

Classificação
|  | |
|  | Promoção direta para a Kategoria e Parë 2011-12. Classificação para a Final contra o vencedor do Grupo B. |
|  | Promoção direta para a Kategoria e Parë 2011-12                                                           |

Atualizado em 16 de Dezembro de 2010
Fonte:Soccerway.com

### Confrontos
|           | EGN | ERZ | FIE | ILI | KOR | KUK | LUZ | NAF | OLI | RUB | SKR | SUK | TUR | VEL |
| --------- | --- | --- | --- | --- | --- | --- | --- | --- | --- | --- | --- | --- | --- | --- |
| Egnatia   | —   |     | 3-2 |     |     |     |     | 1-0 |     | 3-1 | 0-0 | 1-2 |     | 0-0 |
| Erzeni    |     | —   |     |     |     |     |     |     |     |     |     |     |     |     |
| Fier      |     |     | —   |     |     |     |     |     |     |     |     |     |     |     |
| Iliria    |     |     |     | —   |     |     |     |     |     |     |     |     |     |     |
| Korabi    |     |     |     |     | —   |     |     |     |     |     |     |     |     |     |
| Kukësi    |     |     |     |     |     | —   |     |     |     |     |     |     |     |     |
| Luzi 2008 |     |     |     |     |     |     | —   |     |     |     |     |     |     |     |
| Naftëtari |     |     |     |     |     |     |     | —   |     |     |     |     |     |     |
| Olimpiku  |     |     |     |     |     |     |     |     | —   |     |     |     |     |     |
| Rubiku    |     |     |     |     |     |     |     |     |     | —   |     |     |     |     |
| Skrapari  |     |     |     |     |     |     |     |     |     |     | —   |     |     |     |
| Sukthi    |     |     |     |     |     |     |     |     |     |     |     | —   |     |     |
| Turbina   |     |     |     |     |     |     |     |     |     |     |     |     | —   |     |
| Veleçiku  |     |     |     |     |     |     |     |     |     |     |     |     |     | —   |

## Grupo B

### Equipes
| Time             | Localização | Estádio                      | Capacidade |
| ---------------- | ----------- | ---------------------------- | ---------- |
| Albpetrol Patos  | Patos       | Stadiumi Alush Noga          | 5.000      |
| Butrinti Sarandë | Sarandë     | Stadiumi Butrinti            | 3.000      |
| Delvina          | Delvinë     | Fusha Sportive Delvinë       | 2.000      |
| Himara           | Himarë      | Fusha Sportive Himarë        | 1.000      |
| Këlcyra          | Këlcyrë     | Stadiumi Demir Allamani      | 1.000      |
| Maliqi           | Maliq       | Stadiumi Zeqir Ymeri         | 1.500      |
| Memaliaj         | Memaliaj    | Stadiumi Karafil Caushi      | 3.000      |
| Përmeti          | Përmet      | Stadiumi Durim Qypi          | 4.000      |
| Pojani Korçë     | Pojan       | Fusha Sportive e Pojanit     | 3.000      |
| Poliçani         | Poliçan     | Stadiumi Poliçani            | 1.500      |
| Prrenjasi        | Prrenjas    | Stadiumi Domondovas Prrenjas | 1.000      |
| Sopoti Librazhd  | Librazhd    | Stadiumi Librazhd            | 3.000      |
| Tepelena         | Tepelenë    | Stadiumi Karafil Muço        | 2.000      |

### Tabela do Campeonato
| Tabela de classificação | Tabela de classificação | Tabela de classificação | Tabela de classificação | Tabela de classificação | Tabela de classificação | Tabela de classificação | Tabela de classificação | Tabela de classificação | Tabela de classificação | Tabela de classificação | Tabela de classificação |
| Time | Time                    | PG                      | J                       | V                       | E                       | D                       | GP                      | GC                      | SG                      |                         |                         |
| --- | ----------------------- | ----------------------- | ----------------------- | ----------------------- | ----------------------- | ----------------------- | ----------------------- | ----------------------- | ----------------------- | ----------------------- | ----------------------- |
| 1 | Butrinti Sarandë        | 30                      | 10                      | 10                      | 0                       | 0                       | 27                      | 2                       | +25                     |                         |                         |
| 2 | Përmeti                 | 22                      | 10                      | 7                       | 1                       | 2                       | 20                      | 13                      | +7                      |                         |                         |
| 3 | Himara                  | 21                      | 10                      | 7                       | 0                       | 3                       | 20                      | 7                       | +13                     |                         |                         |
| 4 | Prrenjasi               | 19                      | 10                      | 6                       | 1                       | 3                       | 14                      | 11                      | +3                      |                         |                         |
| 8 | Albpetrol Patos         | 13                      | 10                      | 4                       | 1                       | 5                       | 9                       | 6                       | +3                      |                         |                         |
| 6 | Tepelena                | 13                      | 10                      | 4                       | 1                       | 5                       | 13                      | 12                      | +1                      |                         |                         |
| 7 | Delvina                 | 13                      | 10                      | 4                       | 1                       | 5                       | 11                      | 15                      | -4                      |                         |                         |
| 5 | Poliçani                | 12                      | 10                      | 4                       | 0                       | 6                       | 8                       | 18                      | -10                     |                         |                         |
| 13 | Pojani Korçë            | 10                      | 10                      | 3                       | 1                       | 6                       | 10                      | 16                      | -6                      |                         |                         |
| 9 | Këlcyra                 | 10                      | 11                      | 3                       | 1                       | 7                       | 10                      | 20                      | -10                     |                         |                         |
| 10 | Maliqi                  | 9                       | 11                      | 2                       | 3                       | 6                       | 10                      | 19                      | -9                      |                         |                         |
| 12 | Sopoti Librazhd         | 5                       | 10                      | 1                       | 2                       | 7                       | 5                       | 15                      | -10                     |                         |                         |
| 11 | Memaliaj                | 0                       | 0                       | 0                       | 0                       | 0                       | 0                       | 0                       | 0                       |                         |                         |
| PG – pontos ganhos; J – jogos disputados; V - vitórias; E - empates; D - derrotas; GP – gols pró; GC – gols contra; SG – saldo de gols; |                         |                         |                         |                         |                         |                         |                         |                         |                         |                         |                         |

Classificação
|  |                                                                                                 |
|  | Promoção direta para a Kategoria e Parë 2011-12. Disputa da Final contra o vencedor do Grupo A. |
|  | Promoção direta para a Kategoria e Parë 2011-12                                                 |

Atualizado em 16 de Dezembro de 2010
Fonte:Soccerway.com

### Confrontos
|           | ALB | BUT | DEL | HIM | KËL | MAL | MEM | PËR | POJ | POL | PRR | SOP | TEP |
| --------- | --- | --- | --- | --- | --- | --- | --- | --- | --- | --- | --- | --- | --- |
| Albpetrol | —   |     |     |     |     |     |     |     |     |     |     |     |     |
| Butrinti  |     | —   |     |     |     |     |     |     |     |     |     |     |     |
| Delvina   |     |     | —   |     |     |     |     |     |     |     |     |     |     |
| Himara    |     |     |     | —   |     |     |     |     |     |     |     |     |     |
| Këlcyra   |     |     |     |     | —   |     |     |     |     |     |     |     |     |
| Maliqi    |     |     |     |     |     | —   |     |     |     |     |     |     |     |
| Memaliaj  |     |     |     |     |     |     | —   |     |     |     |     |     |     |
| Përmeti   |     |     |     |     |     |     |     | —   |     |     |     |     |     |
| Pojani    |     |     |     |     |     |     |     |     | —   |     |     |     |     |
| Poliçani  |     |     |     |     |     |     |     |     |     | —   |     |     |     |
| Prrenjasi |     |     |     |     |     |     |     |     |     |     | —   |     |     |
| Sopoti    |     |     |     |     |     |     |     |     |     |     |     | —   |     |
| Tepelena  |     |     |     |     |     |     |     |     |     |     |     |     | —   |